# Marjolein Heijermans
Marjolein Droomelot Heijermans (Amsterdam, 7 januari 1920 – 27 januari 1990) was een Nederlands verzetsstrijdster tijdens de Tweede Wereldoorlog. Na de oorlog werd ze tekstschrijfster, kinderboekenschrijfster en vertaalster.

## Tweede Wereldoorlog
Tijdens de Tweede Wereldoorlog was ze student rechten. Ze was lid van de Amsterdamse Contactcommissie. Vanaf het midden van 1943 hield ze zich bezig met het vervalsen van persoonsbewijzen. Gerrit van der Veen had haar opgeleid tot medewerker van de Persoonsbewijzencentrale. Later zette ze zich in voor het studentenverzet in Leiden en Den Haag en raakte ze betrokken bij het verspreiden van het illegale blad Ons Volk; den vaderlant ghetrouwe. Tijdens de hongerwinter van 1944 raakte ze gewond bij het houtsprokkelen toen ze per ongeluk een boobytrap uit de grond trok. Behalve snijwonden hield ze daar geperforeerde trommelvliezen aan over. Het laatste half jaar van de oorlog werkte ze op het kantoor van het Nationaal Steun Fonds aan de Prins Hendrikkade.

## Na de oorlog
Na de oorlog was Heijermans twee jaar verbonden aan het studentenblad Propria Cures, o.a. als redacteur. Daarna schreef zij jarenlang voor de bekende ‘Vrouwenpagina’ van Het Parool (‘Voor de vrouw, maar niet voor haar alleen’), onder redactie van Wim Hora Adema, met medeschrijfsters als Annie M.G. Schmidt, Harriet Freezer, Jeanne Roos en illustratrice Fiep Westendorp. Zij schreef een tiental kinder- en jeugdboeken, veel daarvan geïllustreerd door Fiep Westendorp, en na het opheffen van de Vrouwenpagina ook voor Opzij en Avenue. Ook schreef zij talloze verhalen, een thriller, een boek over haar hond (met illustraties van Peter van Straaten) en cabaretteksten, o.a. voor het Vrouwencabaret van Natascha Emmanuels en vertaalde zij (kinder)boeken. Ook schreef ze een stuk in het Parool (1954), "Mijn tante Ida", over Ida Heijermans. Ze heeft gepubliceerd onder de namen Marjolein Heijermans, Marjolein de Vos en Marjolein de Vos-Heijermans.
Haar archief bevindt zich in het Literatuurmuseum (H 06136). Haar archief als verzetsdeelneemster bevindt zich in de collectie van het Verzetsmuseum.

## Persoonlijk
Ze was een dochter van Herman Heijermans, uit diens tweede huwelijk met de actrice Anna Elizabeth Henriëtte (Annie) Jurgens. Ze was de eerste Marjolein die in Nederland geboren werd  en ook de naam Droomelot bestond nog niet als voornaam. Haar vader had haar vernoemd naar personages uit twee toneelwerken van hem, respectievelijk Dageraad en De Schoone Slaapster. Zijn laatste boek, Droomkoninkje, is opgedragen aan haar en haar broer Herman. In 1929 was ze met haar moeder en broer aanwezig bij de onthulling van het borstbeeld van haar vader in het Vondelpark.
In 1947 trouwde zij met aankomend arts Willem Frederik (Sven) de Vos. Uit het huwelijk werden drie dochters geboren: Wendela Droomelot (1947), Aster (1951) en Judith (1958). In 1967 scheidden zij en haar man.
- Digitale Bibliotheek voor de Nederlandse Letteren: vosh001
- Virtual International Authority File: 58265373